# Annie Lennox
Annie Lennox, OBE (Aberdeen, Skócia, 1954. december 25. –) Oscar-, Golden Globe- és háromszoros Grammy-díjas skót énekesnő és zeneszerző, az egykori, nagy sikerű Eurythmics együttes énekese.

## Élete
Annie Lennox 1954. december 25-én született Aberdeenben Thomas A. Lennox és Dorothy Ferguson gyermekeként.
Tanulmányait az Edinburgh-i Zeneakadémián végezte.
1978-ban Londonban Dave Stewarttal megalakította a Tourists együttest. 1982-ben megalapította a Eurythmicst, amely 1990-ben feloszlott. 1991-ben az Arista lemeztársaság szerződtette.

## Magánélete
Első házassága rövid ideig, 1984-től 1985-ig tartott, első férje egy német Krisna-hívő, Radha Raman volt. 1988-ban házasságot kötött Uri Fruchtmann izraeli producerrel, akivel 2000-ig élt együtt. Két sikertelen házasságát követően kijelentette, hogy soha többet nem házasodik meg, 2012-ben mégis meggondolta magát, és szeptember 15-én, Londonban hozzáment egy 54 éves orvoshoz, Mitch Besserhez. A férfival, aki egy, az AIDS ellen küzdő dél-afrikai szervezet vezetője, az énekesnő még 2009-ben ismerkedett meg egy jótékonysági kampány során.

## Lemezei

### Annie Lennox diszkográfia

#### Stúdióalbumok
- Diva (1992)
- Medusa (1995)
- Medusa – Live in the Central Park (1996)
- Bare (2003)
- Songs of Mass Destruction (2007)
- Nostalgia (2014)
- Lepidoptera (EP, 2019)

#### Válogatásalbumok
- The Annie Lennox Collection (2009)

### Eurythmics diszkográfia

#### Stúdióalbumok
- In the Garden (1981)
- Sweet Dreams (Are Made of This) (1983)
- Touch (1983)
- Be Yourself Tonight (1985)
- Revenge (1986)
- Savage (1987)
- We Too Are One (1989)
- Peace (1999)

#### Élő albumok
- Live 1983-1989 (1993)

#### Válogatásalbumok
- Greatest Hits (1991)
- Ultimate Collection (2005)

#### Filmzene-albumok
- 1984 (For the Love of Big Brother) (1984)

#### Egyéb albumok
- Touchdance (1984)

## Díjai, elismerései
- Oscar-díj (2004) – legjobb filmdal (Into the West): A Gyűrűk Ura: A király visszatér (megosztva Howard Shore-ral és Fran Walsh-sal)
- Golden Globe-díj (2004) – legjobb filmdal (Into the West): A Gyűrűk Ura: A király visszatér (megosztva Howard Shore-ral és Fran Walsh-sal)
- Grammy-díj (1993, 1996, 2005)
- MTV Video Music Awards (1984, 1992)
- Billboard Music Awards (2002)
- Brit-díj (1984, 1986, 1989, 1990, 1993, 1996 (kétszeresen), 1999)